# Patrick Ebosele Ekpu
Patrick Ebosele Ekpu (ur. 26 października 1931 w Uromi, zm. 6 sierpnia 2024) – nigeryjski duchowny rzymskokatolicki, w latach 1994-2006 arcybiskup Benin City.

## Życiorys
Święcenia kapłańskie przyjął 21 listopada 1971. 5 czerwca 1971 został prekonizowany biskupem koadiutorem Benin City ze stolicą tytularną Castabala. Sakrę biskupią otrzymał 21 listopada 1971. 5 lipca 1973 objął urząd biskupa diecezjalnego. 26 marca 1994 został mianowany arcybiskupem. 21 listopada 2006 przeszedł na emeryturę.